# Vrijeme nježnosti (glazbeni sastav)
Vrijeme nježnosti je bio hrvatski rock sastav iz Splita.

## Povijest
Osnovao ga je Pero Kozomara 1985. godine. Prve su demoskladbe snimili u studiju Radio-Splita početkom 1986. godine. Uz osnivača Kozomaru u ulozi klavijaturiste, band čine pjevačica Brankica Jovanovska, gitarist Robert Akrap, basist Joško Bakić i bubnjar Damir Božiković - Sipa, a kasnije iste godine pridružuje se i drugi gitarist Zoran Zelić. U kolovozu 1986. nastupaju na gitarijadi u Zaječaru, Roberta koji je napustio band nakratko zamjenjuje Stevo Vučković, osvajaju 2. nagradu žirija i pjevačica Brankica Jovanovska dobiva nagradu najistaknutijeg pojedinca gitarijade. 
Iako je postojao kompletan materijal za album, band snima drugi materijal malo žešćeg zvuka, a pred kraj snimanja grupu napušta pjevačica. Nakon kraćeg perioda u band 1988. dolazi Petra Tulić. Uvježbava se i treći materijal sa sasvim novim pjesmama. Ova nova postava nastupila je 1988. opet na gitarijadi u Zaječaru i ovaj put dobila prvu nagradu stručnog ocjenjivačkog suda
Početkom 1989. Kozomara napušta band, a još par (zbog studiranja van Splita odsutnih članova) mijenjaju gostujući glazbenici i band snima u ožujku 1989. treći materijal u garaži na 8-kanalnom magnetofonu. U snimanju su sudjelovali Petra Tulić - vokal, prateći vokali, Toni Lasan - klavijature, Zoran Jukić - gitara, Joško Bakić - bas gitara, prateći vokali, Vojo Stojanović - bubnjevi. Između ostalih, snimili su i  skladbe Pjevaj dalje Samo me čvrsto stisni za ruku Skladbu Samo me čvrsto stisni za ruku izvodili su još i Big Blue, koji su ju izveli na Zadar festu 1995. godine te Klapa Iskon.
Vrijeme nježnosti bio je jedan od uspješnijih bendova u kojem je djelovao Pero Kozomara. Nedugo nakon toga, pjevačica benda je otišla studirati u SAD i sastav se raspao.
Vojo Stojanović svirao je u Stijenama i Tutti fruttiju, Lasan je surađivao s Vucom, Draženom Zečićem, Divljim jagodama, Thompsonom, Magazinom i dr., Zoran Jukić u Ponoćnom ekspresu, a Kozomara je bio u nizu sastava. Petra Tulić povremeno je nastupala.

## Članovi sastava
Članovi sastava:
- Brankica Jovanovska - vokal (1985 - 1988)
- Petra Tulić - vokal (1988 - 1989)
- Pero Kozomara  - klavijature (1985 - 1989)
- Toni Lasan - klavijature (1989)
- Damir Božiković-Sipa - bubnjevi (1985 - 1989)
- Vojo Stojanović - bubnjevi (1989)
- Joško Bakić - bas gitara, vokal (1986 - 1989)
- Robert Akrap - gitara (1985 - 1986)
- Zoran Zelić - gitara (1986 - 1989)
- Stevo Vučković (1986)
- Saša Bulić - gitara (1987)
- Eli Žuvela - gitara (1988)
- Zoran Jukić - gitara (1989)

## Vanjske poveznice
- Vrijeme nježnosti - Pjevaj dalje, Splitski rock zvuk, objavljeno 8. svibnja 2015.